# 小行星3405
小行星3405，又称为戴文赛星，是由紫金山天文台在1964年10月30日发现的主带小行星。
小行星3405以中国现代天文学的开创者之一戴文赛命名。